# Андрусенко Ольга Володимирівна
О́льга Володи́мирівна Фарисеєва (до шлюбу Андрусе́нко; 10 січня 1980, Чорноморськ) — українська волейболістка; майстер спорту України міжнародного класу. Також виступала в турнірах з пляжного врлейболу.

## З життєпису
У 2000—2005 роках входила до складу національної збірної команди України з класичного волейболу.
Чемпіонка Європейської Універсіади з волейболу в Афінах 2002 року.
Станом на 2021 рік проживає в місті Чорноморську.

## Клуби
| Роки      | Команди                             |
| --------- | ----------------------------------- |
| 2000—2002 | «Галичанка» (Тернопіль)             |
| 2006—2007 | «Сєвєродончанка»                    |
| 2007—2008 | «Азеррейл» (Баку)                   |
| 2009—2010 | «Рабіта» (Баку)                     |
| 2011      | «Сєвєрсталь» (Череповець)           |
| 2012—2013 | «Волинь-Університет» (Луцьк)        |
| 2013—2014 | «Галичанка» (Тернопіль)             |
| 2019—2020 | «Фогтланд» (Одеса)                  |
| 2019—2020 | «Білозгар-Медуніверситет» (Вінниця) |